# فرانك جي. سلوتر
فرانك غيل سلوتر (بالإنجليزية: Frank G. Slaughter)(25 فبراير 1908 – 17 مايو 2001)، المعروف باسمه الأدبي فرانك جي. سلوتر، وتحت الاسم المستعار سي. في. تيري، كان روائيًا وطبيبًا أمريكيًا، باعت كتبه أكثر من 60 مليون نسخة. استمدت رواياته الإلهام من خبرته كطبيب واهتمامه بالتاريخ والكتاب المقدس. ومن خلال رواياته، كان غالبًا ما يُعرّف القرّاء على مكتشفات جديدة في مجال الأبحاث الطبية والتقنيات الطبية الحديثة.

## حياته
وُلد فرانك سلوتر في واشنطن العاصمة، لأسرة مكوّنة لوالده ستيفن لوشيوس سلوتر ووالدته سارة "سالي" نيكلسون غيل. انتقلت العائلة عندما كان في الخامسة من عمره إلى مزرعة بالقرب من بلدة بيريا في ولاية كارولاينا الشمالية. نال شهادة البكالوريوس من كلية ترينيتي (التي أصبحت لاحقًا جامعة ديوك) وهو في سن السابعة عشرة، ثم واصل دراسته في كلية الطب بجامعة جونز هوبكنز في بالتيمور بولاية ماريلاند.
بدأ سلوتر مسيرته في الكتابة عام 1935 أثناء عمله طبيبًا في مستشفى ريفرسايد بمدينة جاكسونفيل، فلوريدا. وكان قد اشترى آلة كاتبة بمبلغ 60 دولارًا، دفعها بالتقسيط مقابل 5 دولارات شهريًا. كتب روايته لكي لا يموت أحد، وهي قصة شبه سيرة ذاتية لطبيب شاب، ست مرات قبل أن توافق دار النشر "دابلداي" على إصدارها.
تحوّلت عدد من رواياته إلى أعمال سينمائية، من أبرزها سانغاري الذي أُنتج كفيلم عام 1953، وزوجات الأطباء الذي تحوّل إلى فيلم يحمل العنوان نفسه عام 1971.
من بين مؤلفاته الأخرى: السعي الأرجواني، وجراح، الولايات المتحدة الأمريكية، ومعجزة الغد، والحبل القرمزي. وقد نُشرت روايته الأخيرة الزراعة عام 1987. وأُعيد إصدار معظم أعماله المنشورة سابقًا تحت الاسم المستعار "سي. في. تيري" باسمه الحقيقي لاحقًا.
توفي سلوتر في 17 مايو 2001 بمدينة جاكسونفيل، فلوريدا.
يُذكر أن ويليام دوبوا شارك سلوتر بشكل غير معلن في كتابة 27 من رواياته التاريخية.

## روابط خارجية
- فرانك جي. سلوتر على موقع IMDb (الإنجليزية)
- فرانك جي. سلوتر على موقع مونزينجر (الألمانية)
- فرانك جي. سلوتر على موقع قاعدة بيانات الفيلم (الإنجليزية)